# Майкъл Къртис
Майкъл Къртис (на английски: Michael Curtiz) е американски кино–режисьор от унгарски произход, роден през 1886 година, починал през 1962 година. 

## Биография
Роденият в Унгария режисьор започва кариерата си през 1912 година на европейска земя, където има участие в заснемането на повече от 50 филма. Заминавайки за САЩ през 1926 година, под новото си английско име, Къртис се превръща в един от водещите режисьори на холивудската киноиндустрия от 1930-те и 1940-те години. В хода на кариерата си получава пет номинации за награда „Оскар“ в категорията „Най-добър режисьор“, а шест от филмите му са номинирани в категорията „Най-добър филм“. Наградата получава за филмовата си класика Казабланка (1942). През 1939 година, на единадесетата церемония по връчването на филмовите награди на академията, Къртис е едновременно номиниран за два свои филма в категорията „Най-добър режисьор“, а трети негов филм е номиниран в категорията за филм на годината. Голяма популярност добиват поредицата негови произведения от 1930-те години с участието на голямата звезда на Холивуд от този период - Ерол Флин. Сред най-титулуваните филми на Къртис, освен Казабланка, са: Капитан Блъд (1935), Приключенията на Робин Худ (1938), Ангели с мръсни лица (1938), Четири дъщери (1938), Додж сити (1939), Морският ястреб (1940), Янки Дудъл Денди (1942), Милдред Пиърс (1945).
През 1960 година, Майкъл Къртис получава своята звезда на Алеята на славата на булевард „Холивуд“, Лос Анджелис.

## Филмография

### Частична режисьорска филмография
| година | филм                              | оригинално заглавие                      | бележки                               |
| ------ | --------------------------------- | ---------------------------------------- | ------------------------------------- |
| 1934   | Джими кавалерът                   | Jimmy the Gent                           |                                       |
| 1935   | Жената от корицата                | Front Page Woman                         |                                       |
| 1935   | Капитан Блъд                      | Captain Blood                            | Номинация за „Оскар“ (режисура)       |
| 1938   | Приключенията на Робин Худ        | The Adventures of Robin Hood             | Номинация за „Оскар“ (най-добър филм) |
| 1938   | Ангели с мръсни лица              | Angels with Dirty Faces                  | Номинация за „Оскар“ (режисура)       |
| 1938   | Четири дъщери                     | Four Daughters                           | Номинация за „Оскар“ (режисура)       |
| 1939   | Додж сити                         | Dodge City                               |                                       |
| 1939   | Личният живот на Елизабет и Есекс | The Private Lives of Elizabeth and Essex |                                       |
| 1940   | Пътят за Санта Фе                 | Santa Fe Trail                           |                                       |
| 1940   | Вирджиния сити                    | Virginia City                            |                                       |
| 1940   | Морският ястреб                   | The Sea Hawk                             |                                       |
| 1942   | Казабланка                        | Casablanca                               | Награда „Оскар“ (режисура)            |
| 1942   | Янки Дудъл Денди                  | Yankee Doodle Dandy                      | Номинация за „Оскар“ (режисура)       |
| 1945   | Милдред Пиърс                     | Mildred Pierce                           |                                       |
| 1946   | Нощ и ден                         | Night and Day                            |                                       |
| 1950   | Точка на пречупване               | The Breaking Point                       |                                       |
| 1954   | Бяла Коледа                       | White Christmas                          |                                       |
| 1954   | Египтянинът                       | The Egyptian                             |                                       |
| 1955   | Ние не сме ангели                 | We're No Angels                          |                                       |